# Autofokus
Autofokus je mogućnost foto-aparata da sam izoštri objekat koji se fotografiše. Postoje dve osnovne tehnike autofokusa: aktivni i pasivni.

## Aktivni autofokus
Kod tehnologije aktivnog autofokusa emituje se, na primer, infracrveno svetlo, snop vidljivog svetla ili ultrazvučni signal. Na osnovu prijema povratnog signala, foto-aparat procenjuje razdaljinu od subjekta i vrši odgovarajuće podešavanje sočiva objektiva. Iako poseduje očigledne prednosti, kao što je, na primer, rad u mraku, ovaj sistem ima i neke nedostatke jer ne može da se koristi na objektima koji su previše udaljeni ili se nalaze iza stakla.

## Pasivni autofokus
Kod pasivnog sistema autofokusa, foto-aparat ne emituje signal ili snop svetlosti. Umesto toga – na primer, kod sistema detekcije kontrasta – aparat ispituje kontrast na slici koja je zabeležena na CCD senzoru, pre nego što napravi snimak. Nakon toga, sistem vrši korekciju sočiva kako bi dobio najoštriju sliku. Za razliku od aktivnog sistema autofokusa, sistem detekcije kontrasta može uspešno da izoštri sliku udaljenih subjekata. Ipak, ovaj sistem zahteva određenu količinu svetla, kao i prizore sa dovoljno kontrasta (na primer, može da ima probleme u izoštravanju belog subjekta koji se nalazi na beloj pozadini). Da bi izašli na kraj sa ovim problem, neki modeli foto-aparata opremljeni su lampicom koja nakratko osvetljava subjekt, tako da sistem može da podesi oštrinu slike. Još jedan sistem pasivnog autofokusa je sistem fazne razlike. Ovde foto-aparat koristi dva senzora da bi proračunao faznu razliku u slici i na taj način određuje rastojanje subjekta.
Pojedini modeli foto-aparata poseduju dvostruki sistem autofokusa. Ovo obično funkcioniše tako što aparat, uz pomoć jednog sistema, najpre odredi približno rastojanje od subjekta, a zatim aktivira drugi da bi izvršio fino podešavanje.